# 2015-ös brit parlamenti választás
2015. május 7-én parlamenti választást tartottak az Egyesült Királyságban, aholis a képviselőházi tagokat, azaz a kétkamarás brit parlament alsóházának tagjait választották meg. A választást David Cameron miniszterelnök Konzervatív Pártja nyerte meg. A párt 331 mandátummal abszolút többséget szerzett, így a királynő május 8-án megbízta Cameront, hogy alakítson új kormányt.

## Választási rendszer
Kizárólag egyéni mandátumokkal lehet a Képviselőházba bekerülni. Az ország 650 egyéni kerületre van osztva. A választás egyfordulós, és a relatíve legtöbb szavazatot kapott képviselő nyeri el a mandátumot (a győztes mindent visz, angolul first-past-the-post, FPTP).
Ez a többségi választási rendszer rendkívül aránytalan eredményre vezet, torzítva mutatja a nép akaratát, ugyanakkor a parlamentbe nem tud bejutni olyan jelölt, aki személyében nem elég népszerű a körzetében. A képviselőknek jobban kell figyelniük választókörzetük lakóinak akaratára, így kis regionális pártok is megjelenhetnek a törvényhozásban. Nincs bejutási küszöb.

## Eredmények
| Pártok   | Pártok                         | Jelöltek száma | Mandátumok | Mandátumok | Mandátumok                                  | Szavazatok | Szavazatok | Szavazatok                                            |
| Pártok   | Pártok                         | Jelöltek száma | száma      | aránya (%) | változása az előző választáshoz képest (fő) | száma      | aránya (%) | változása az előző választáshoz képest (százalékpont) |
| -------- | ------------------------------ | -------------- | ---------- | ---------- | ------------------------------------------- | ---------- | ---------- | ----------------------------------------------------- |
|          | Konzervatív Párt               | 647            | 331        | 50,8       | 24                                          | 11 300 303 | 36,9       | 0,8                                                   |
|          | Munkáspárt                     | 631            | 232        | 35,7       | 26                                          | 9 344 328  | 30,4       | 1,5                                                   |
|          | Skót Nemzeti Párt              | 59             | 56         | 8,6        | 50                                          | 1 454 436  | 4,7        | 3,1                                                   |
|          | Liberális Demokraták           | 631            | 8          | 1,2        | 49                                          | 2 415 888  | 7,9        | 15,2                                                  |
|          | Demokratikus Unionista Párt    | 16             | 8          | 1,2        | –                                           | 184 260    | 0,6        | –                                                     |
|          | Sinn Féin                      | 18             | 4          | 0,6        | 1                                           | 176 232    | 0,6        | –                                                     |
|          | Plaid Cymru                    | 40             | 3          | 0,5        | –                                           | 181 694    | 0,6        | –                                                     |
|          | Szociáldemokrata és Munkáspárt | 18             | 3          | 0,5        | –                                           | 99 809     | 0,3        | –                                                     |
|          | Ulsteri Unionista Párt         | 15             | 2          | 0,3        | 2                                           | 114 935    | 0,4        | –                                                     |
|          | Függetlenségi Párt             | 624            | 1          | 0,2        | 1                                           | 3 881 129  | 12,6       | 9,5                                                   |
|          | Anglia és Wales Zöld Pártja    | 575            | 1          | 0,2        | –                                           | 1 157 613  | 3,8        | 2,8                                                   |
|          | Független                      | 170            | 1          | 0,2        | 4                                           | 164 826    | 0,5        | 0,3                                                   |
|          | Egyéb                          |                | 0          | 0          | –                                           |            |            |                                                       |
|          | Házelnök (Speaker)             | 1              | 1          | 0,2        | –                                           |            |            | –                                                     |
| Összesen | Összesen                       |                | 650        | 100        | –                                           | 30 695 212 | 100        | –                                                     |

A brit választási rendszerben a szavazati arányoktól (belső kör) jelentősen eltérnek a mandátumok arányai (külső kör); a torzítás elsősorban a közepes méretű politikai erőkre nézve kedvezőtlen

A legtöbb mandátumot, 331-et, a Konzervatív Párt kapta; többet mint az abszolút többséghez szükséges 326. A párt a 2010-es választásokhoz képest 24-gyel növelte képviselőinek számát.
A második helyen végzett Munkáspárt 232 mandátumot szerzett, 26-tal kevesebbet, mint az előző választáson. A 2014-es függetlenségi népszavazás után hirtelen megerősödött Skót Nemzeti Párt végzett a harmadik helyen; ők 56 mandátumot szereztek, 50-nel többet mint 2010-ben. A Liberális Demokraták hatalmas vereséget szenvedtek: 49 képviselői hely elvesztése után mindössze 8 mandátumuk maradt. A Demokratikus Unionista Párt az előző választáshoz hasonlóan 8 képviselői helyet szerzett. A Sinn Féin 4, a Plaid Cymru 3 mandátumot kapott; a fennmaradó hét mandátumon további négy párt osztozott.
A választáson a 46,4 millió szavazójogosult brit polgár 61,1 százaléka vett részt.

### Választási térképek

Az egyes egyéni választókerületekben nyertes jelöltek pártjai (kartogram)

Az egyes egyéni választókerületekben nyertes jelöltek pártjai

A legtöbb szavazatot kapott jelöltek pártjai szavazási körzetenként

| Konzervatív Párt Munkáspárt Liberális Demokraták Skót Nemzeti Párt Anglia és Wales Zöld Pártja Plaid Cymru | Szociáldemokrata és Munkáspárt Sinn Féin Demokratikus Unionista Párt Függetlenségi Párt Ulsteri Unionista Párt Független |

## Következmények

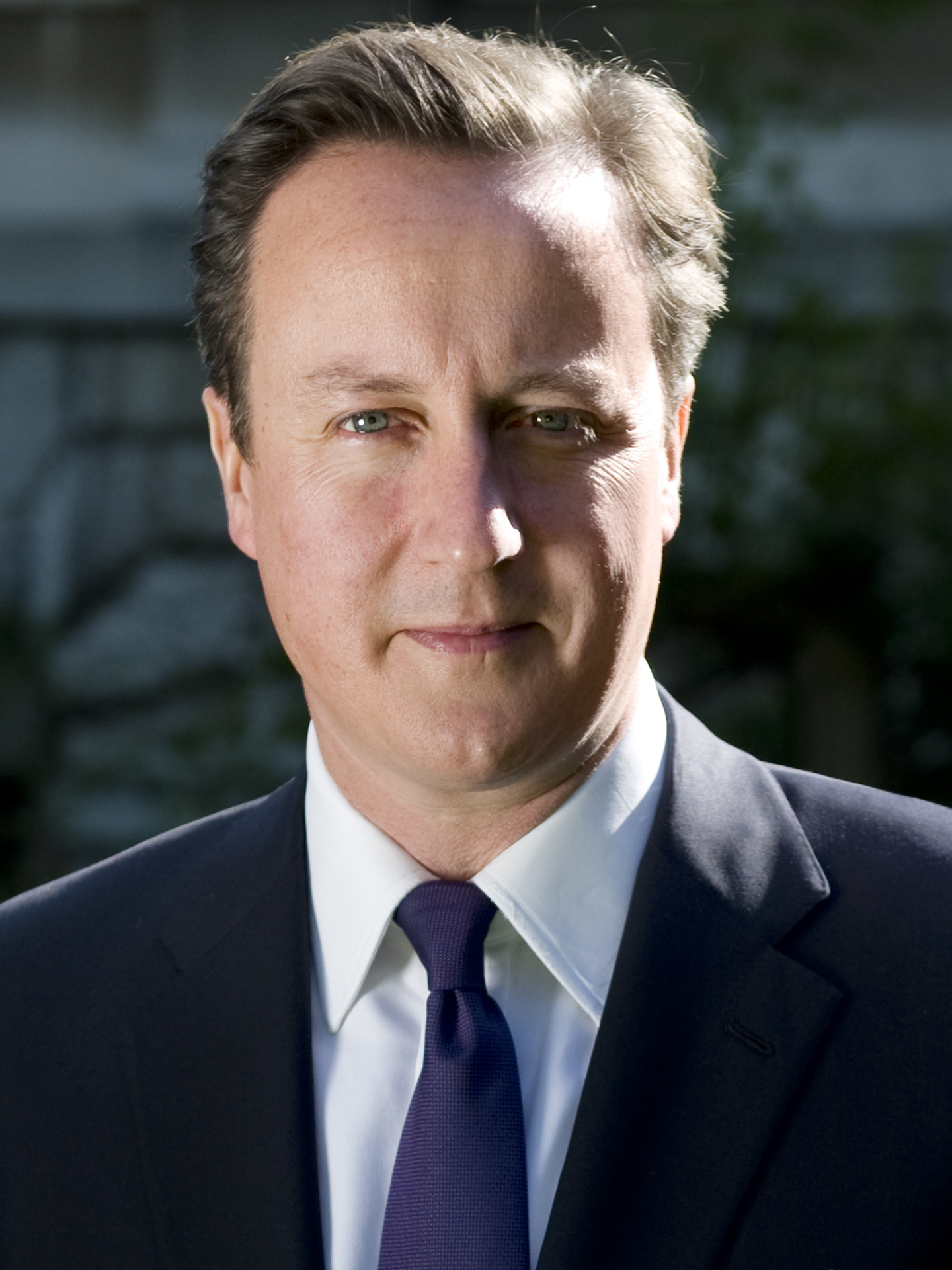
David Cameron miniszterelnök

A királynő május 8-án megbízta David Cameront, hogy ismét alakítson kormányt. Cameron ezután beszédet mondott, amelyben elmondta, hogy egypárti, konzervatív kormányt alakít (hiszen az új parlamentben nem lesz szüksége az eddigi liberális demokrata koalíciós partnerre), és folytatni fogja eddigi kiadáscsökkentő gazdaságpolitikáját. Megerősítette korábbi ígéretét, miszerint 2017 vége előtt népszavazást fognak tartani arról, hogy az Egyesült Királyság kilépjen-e az Európai Unióból.
Az eredmények tükrözték a Nicola Sturgeon vezette Skót Nemzeti Párt térnyerését, és ezzel ismét felmerült a skót függetlenség kérdése.
A választási vereséget követően lemondott a két nagy vesztes párt vezetője, a munkáspárti Ed Miliband és a liberális demokrata Nick Clegg. A Munkáspártot a skót szavazók nagyon megbüntették a 2014-es skóciai népszavazáson képviselt egységes állam melletti kiállása miatt.
Ígéretéhez híven lemondott Nigel Farage, a Függetlenségi Párt elnöke is, mert nem tudott nyerni kerületében, de pártja vezetősége maradásra bírta. Az UKIP, aminek jelöltjei országosan a harmadik legtöbb szavazatot kapták, csak 1 mandátumot szerzett, ami a vitát indított arról, hogy a választási rendszer vajon megfelelő-e egy háromosztatú politikai mezőben.